# Équipe de Yougoslavie de hockey sur glace
L'équipe de Yougoslavie de hockey sur glace était une sélection des meilleurs joueurs yougoslaves de hockey sur glace. Elle représenta le royaume de Yougoslavie puis la république fédérative socialiste de Yougoslavie. Le 7 avril 1991, à Ljubljana, là où tout avait commencé, la sélection yougoslave joua contre les Pays-Bas son dernier match qu'elle remporta 3-1.
Depuis la dislocation de la Yougoslavie, les sélections suivantes ont vu le jour:
- Slovénie
- Croatie
- Serbie-et-Montenegro remplacé depuis par la Serbie
- Bosnie-Herzégovine

## Résultats

### Championnats du monde
L'équipe de Yougoslavie a participé à 30 Championnats du monde :
- 1 fois en Groupe A
- 22 fois en Groupe B
- 7 fois en Groupe C

L'équipe junior a pris part à 7 Championnats du monde junior :
- 5 fois en Groupe B
- 2 fois en Groupe C

| Année | Résultat CM                          | Résultat U20     |
| ----- | ------------------------------------ | ---------------- |
| 1939  | 13e                                  | ---              |
| 1951  | 13e place (6e du Critérium Européen) | ---              |
| 1955  | 14e place (5e du Groupe B)           | ---              |
| 1961  | 17e place (3e du Groupe C)           |                  |
| 1962  | Boycott                              | ---              |
| 1963  | 15e place (5e du Groupe B)           | ---              |
| 1964  | 14e place (6e du Groupe B)           | ---              |
| 1965  | 15e place (7e du Groupe B)           | ---              |
| 1966  | 11e place (3e du Groupe B)           | ---              |
| 1967  | 12e place (4e du Groupe B)           | ---              |
| 1968  | 19e place (1er du Groupe B)          | ---              |
| 1969  | 19e place (3e du Groupe B)           | ---              |
| 1970  | 10e place (4e du Groupe B)           | ---              |
| 1971  | 11e place (5e du Groupe B)           | ---              |
| 1972  | 12e place (6e du Groupe B)           | ---              |
| 1973  | 19e place (3e du Groupe B)           | ---              |
| 1974  | 8e place (2e du Groupe B)            | ---              |
| 1975  | 10e place (4e du Groupe B)           | ---              |
| 1976  | 13e place (5e du Groupe B)           | ---              |
| 1977  | 15e place (7e du Groupe B)           | Ne participe pas |
| 1978  | 16e place (8e du Groupe B)           | Ne participe pas |
| 1979  | 19e place (1er du Groupe C)          | Ne participe pas |
| 1981  | 15e place (7e du Groupe B)           | 6e du Groupe B   |
| 1982  | 18e place (2e du Groupe C)           | 8e du Groupe B   |
| 1983  | 16e place (8e du Groupe B)           | Ne participe pas |
| 1985  | 18e place (2e du Groupe C)           | Ne participe pas |
| 1986  | 15e place (7e du Groupe B)           | Ne participe pas |
| 1987  | 20e place (4e du Groupe C)           | 1er du Groupe C  |
| 1988  | ---                                  | 6e du Groupe B   |
| 1989  | 18e place (2e du Groupe C)           | 5e du Groupe B   |
| 1990  | 17e place (1er du Groupe C)          | 8e du Groupe B   |
| 1991  | 14e place (6e du Groupe B)           | 3e du Groupe C   |

### Jeux olympiques
L'équipe de Yougoslavie avait joué 5 Tournois olympiques.
| Année | Résultat CE |
| ----- | ----------- |
| 1964  | 14e place   |
| 1968  | 9e place    |
| 1972  | 11e place   |
| 1976  | 10e place   |
| 1984  | 11e place   |

### Championnats d'Europe
La seule participation de la Yougoslavie au Championnat d'Europe de hockey sur glace fut lors de son unique apparition en Groupe A des Championnats du monde.
| Année | Résultat CE |
| ----- | ----------- |
| 1939  | 11e place   |

Championnats d'Europe junior
| Année | Résultat CE Junior |
| ----- | ------------------ |
| 1969  | 3e du Groupe B     |
| 1970  | 6e du Groupe B     |
| 1971  | 3e du Groupe B     |
| 1972  | 3e du Groupe B     |
| 1973  | 3e du Groupe B     |
| 1974  | 6e du Groupe B     |
| 1975  | 3e du Groupe B     |
| 1976  | 2e du Groupe B     |
| 1977  | 2e du Groupe B     |
| 1978  | 4e du Groupe B     |
| 1979  | 3e du Groupe B     |
| 1980  | 2e du Groupe B     |

| Année | Résultat CE Junior |
| ----- | ------------------ |
| 1981  | 3e du Groupe B     |
| 1982  | 8e du Groupe B     |
| 1983  | 1er du Groupe C    |
| 1984  | 7e du Groupe B     |
| 1985  | 7e du Groupe B     |
| 1986  | 6e du Groupe B     |
| 1987  | 5e du Groupe B     |
| 1988  | 3e du Groupe B     |
| 1989  | 7e du Groupe B     |
| 1990  | 4e du Groupe B     |
| 1991  | 2e du Groupe B     |